# Ивотский сельский совет (Шосткинский район)
Ивотский сельский совет (укр. Івотська сільська рада) — входит в состав
Шосткинского района
Сумской области
Украины.
Административный центр сельского совета находится в 
с. Ивот
.

## Населённые пункты совета
- с. Ивот